# Distrito de Querco
El distrito de Querco es uno de los dieciséis distritos que conforman la provincia de Huaytará, ubicada en el departamento de Huancavelica, bajo la administración del Gobierno regional de Huancavelica, en la zona de los Andes centrales del Perú.
Desde el punto de vista jerárquico de la Iglesia católica, forma parte de la diócesis de Huancavelica.

## Historia
Fue creado mediante Ley N.º 10160 del 5 de enero de 1945, en el gobierno del President Manuel Prado Ugarteche.

## Geografía
Abarca una superficie de 607,31 km².

## Autoridades

### Municipales
- 2019 - 2022[3]
  - Alcalde: Juvenal Marino Jáuregui Rojas, del Movimiento Regional Agua.
  - Regidores:

  1. Mario Edilberto Serna Yarasca (Movimiento Regional Agua)
  2. Tito Pablo Flores Pérez (Movimiento Regional Agua)
  3. Mariano Isaac Antonio Cuadros (Movimiento Regional Agua)
  4. Sonia Maura Huacahuasi Palomino (Movimiento Regional Agua)
  5. Máximo Damian Serna Huachua (Movimiento Regional Ayni)

Alcaldes anteriores
- 2011 - 2014:[4][5] Francisco Cupertino Pérez Chipana, Movimiento Independiente Regional Unidos Por Huancavelica (UPH).
- 2007-2010:[6] José Luis Medrano Flores, Movimiento regional Ayni.

### Policiales
- Comisario:  PNP.

## Festividades
Los carnavales donde es festejado cada año con canto y zapateo , las vestimentas son vestidos de colores .  también se tienden a pintar el rostro con talco y agregarse serpentinas en el cuello.